# Carl Fredrik Bagge af Söderby

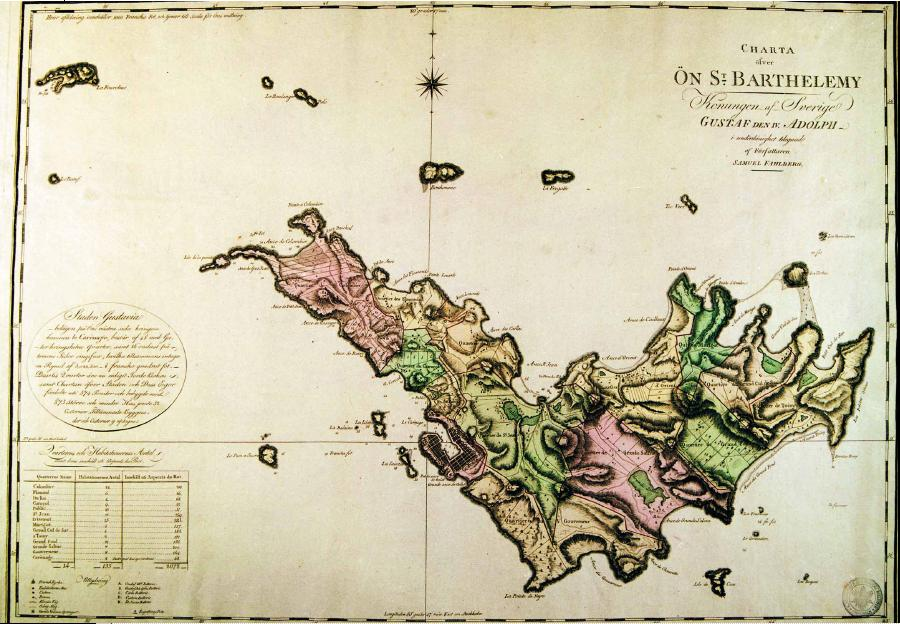
Svenska Sankt Barthélemy 1784–1878.

Carl Fredrik Bagge af Söderby, född 23 oktober 1750 i Domö, Järpås socken, Skaraborgs län, död 1828, var en svensk militär och guvernör. Mellan 1790 och 1795 var Bagge guvernör över kolonin Svenska Sankt Barthélemy.

## Biografi
Bagge var äldste son till Jean Georg Bagge af Söderby (1697–1781) och dennes hustru Maria Sofia Juliana Friedenreich (1723–1797).
Bagge inträdde i flottan där han den 10 april 1766 blev arklimästare och den 12 augusti 1773 löjtnant vid Amiralitetet. Den 26 september 1783 utnämndes han även till riddare av Svärdsorden Senare förflyttades Bagge till Saint-Barthélemy där han den 15 september 1786 nådde kaptensgrad.
Bagge utnämndes till fartygschef över fartyget HMS Gåpå under dess resa 1 augusti 1786 – 27 februari 1787 från Sankt Barthélemy till Göteborg och åter till ön.
Efter Pehr Herman Rosén von Rosensteins avresa i juni 1790 utnämndes Bagge till guvernör över Svenska Sankt Barthélemy, och innehade ämbetet till den 17 november 1795. Under sin tid som guvernör befordrades han till major den 22 december 1793.
Bagge lämnade därefter Sankt Barthélemy och återtog sin tjänstgöring i Sverige där han den 3 mars 1802 befordrades till överstelöjtnant.
Bagge gifte sig aldrig. Han avled 1828.

## Utmärkelser
- Riddare av Svärdsorden,  26 september 1783

[Redigera Wikidata]